# A Koncert
A Koncert az 1981. március 26-án, a Nemzeti Sportcsarnokban megtartott koncert nem teljes zenei anyaga. Az Illés együttes tervei szerint ez lett volna az első tripla album Magyarországon, de ez elől a Hungaroton elzárkózott.
A koncertről kiadott LP és CD zenei anyaga csak sorrendiségben különbözik egymástól, a műsorideje azonos, egyetlen kivétel, a Little Richard szám ismétlését a CD nem tartalmazza. Eltérés még a két anyag között, hogy a Fonográf "Wágner úr" c. dalának koncerten elhangzott, és az LP-n megjelent teljes változata helyett a CD-n egy jóval rövidebb, vágott verzió hallható.
A koncerten nemcsak az Illés, hanem Koncz Zsuzsa és a Tolcsvay László & Trió is fellépett, ennek ellenére a lemezt az Illés-diszkográfia részének tekintik.
Az LP első kiadásán a Nemzeti dal szerzőjeként még Bródy János szerepel az LP borítón.

## Az album dalai
Minden dal Szörényi Levente és Bródy János szerzeménye, kivéve azok, ahol a szerzőség jelölve van. (Zárójelben a CD-kiadáson elfoglalt hely szerepel)
1. Valahol egy lány (Illés Lajos-Bródy János) – 3:57 (CD: 7)
2. Kertész leszek (Bródy János-József Attila) – 4:06 (CD: 8)
3. Wágner úr  – 4:08 (CD: 9; a CD-n az LP-hez képest jóval rövidebb változat található)
4. Az első villamos (Tolcsvay László-Bródy János) – 3:04 (CD: 10)
5. Nemzeti dal (Tolcsvay László-Petőfi Sándor) – 5:18 (CD: 11)
6. Újra itt van  – 1:45 (CD: 1)
7. Óh, mondd  – 2:54  (CD: 2)
8. Légy jó kicsit hozzám  – 4:40  (CD: 3)
9. Az utcán  – 3:20  (CD: 4)
10. Oh, kisleány (Illés Lajos-Bródy János) – 2:52  (CD: 5)
11. Amikor én még kissrác voltam  – 2:51  (CD: 6)
12. Kéglidal  – 3:54  (CD: 17)
13. Még fáj minden csók  – 3:19  (CD: 18)
14. Keresem a szót  – 3:43  (CD: 19)
15. Eltávozott nap  – 4:31  (CD: 20)
16. Miért hagytuk, hogy így legyen (Illés Lajos-Bródy János) – 2:56  (CD: 21)
17. Ne gondold  – 3:31  (CD: 12)
18. Március 1848.  – 3:33  (CD: 13)
19. Good-bye London  – 3:20  (CD: 14)
20. Little Richard  – 2:46 (CD: 15) – repríz (a CD-ről kimaradt)
21. Emlék M.-nek  – 1:50  (CD: 16)

Az 1–2. dal Koncz Zsuzsa, a 3. – 4. a Fonográf együttes, az 5. szám pedig a Tolcsvay &Trió előadása

## Közreműködők
- Illés Lajos – billentyű, ének
- Szörényi Levente – ének, gitár, vokál
- Szörényi Szabolcs – ének, basszusgitár, vokál
- Bródy János – gitár, furulya, billentyű, ének
- Pásztory Zoltán – dob, ütőhangszerek
- Fonográf együttes, Koncz Zsuzsa, Tolcsvay és a Trió

## Film
A koncertről Koltay Gábor készített dokumentumfilmet.